# Hilton Garden Inn: Ultimate Team Play
Hilton Garden Inn: Ultimate Team Play es un videojuego de simulación para Sony PlayStation Portable, desarrollado por Virtual Heroes para Hilton Garden Inn utilizando Vicious Engine y lanzado en Universal Media Disc. El juego fue anunciado en 2008 y lanzado en enero de 2009.
El juego es un juego de simulación en el que el jugador es un trabajador de un hotel de la cadena Hilton Garden Inn, y debe completar varias tareas satisfactoriamente para obtener una buena puntuación. Las tareas incluyen la limpieza de las habitaciones del hotel, la atención de la recepción del hotel, la gestión del restaurante del hotel y la interacción adecuada con los huéspedes.